# Saint-Amant-de-Montmoreau
Saint-Amant-de-Montmoreau, antigament anomenat Saint-Amant, és un municipi francès del Cantó de Montmoreau-Saint-Cybard al departament del Charente (regió de la Nova Aquitània). L'any 2007 tenia 664 habitants.

## Demografia

### Població
El 2007 la població de fet de Saint-Amant era de 664 persones. Hi havia 265 famílies de les quals 72 eren unipersonals (20 homes vivint sols i 52 dones vivint soles), 117 parelles sense fills, 72 parelles amb fills i 4 famílies monoparentals amb fills.
La població ha evolucionat segons el següent gràfic:

### Habitatges
El 2007 hi havia 354 habitatges, 284 eren l'habitatge principal de la família, 51 eren segones residències i 19 estaven desocupats. 342 eren cases i 10 eren apartaments. Dels 284 habitatges principals, 225 estaven ocupats pels seus propietaris, 49 estaven llogats i ocupats pels llogaters i 10 estaven cedits a títol gratuït; 2 tenien una cambra, 8 en tenien dues, 54 en tenien tres, 82 en tenien quatre i 138 en tenien cinc o més. 159 habitatges disposaven pel capbaix d'una plaça de pàrquing. A 140 habitatges hi havia un automòbil i a 120 n'hi havia dos o més.

### Piràmide de població
La piràmide de població per edats i sexe el 2009 era:
| Homes | Edats   | Dones |
| ----- | ------- | ----- |
| 0     | 95 o +  | 0     |
| 4     | 90 a 94 | 0     |
| 4     | 85 a 89 | 4     |
| 8     | 80 a 84 | 0     |
| 12    | 75 a 79 | 24    |
| 24    | 70 a 74 | 20    |
| 24    | 65 a 69 | 32    |
| 28    | 60 a 64 | 8     |
| 0     | 55 a 59 | 20    |
| 12    | 50 a 54 | 20    |
| 32    | 45 a 49 | 8     |
| 40    | 40 a 44 | 20    |
| 8     | 35 a 39 | 32    |
| 20    | 30 a 34 | 24    |
| 24    | 25 a 29 | 12    |
| 24    | 20 a 24 | 28    |
| 24    | 15 a 19 | 12    |
| 12    | 10 a 14 | 12    |
| 28    | 5 a 9   | 12    |
| 12    | 0 a 4   | 12    |

## Economia
El 2007 la població en edat de treballar era de 413 persones, 300 eren actives i 113 eren inactives. De les 300 persones actives 275 estaven ocupades (146 homes i 129 dones) i 25 estaven aturades (11 homes i 14 dones). De les 113 persones inactives 53 estaven jubilades, 25 estaven estudiant i 35 estaven classificades com a «altres inactius».

### Ingressos
El 2009 a Saint-Amant hi havia 280 unitats fiscals que integraven 651,5 persones, la mediana anual d'ingressos fiscals per persona era de 15.894 €.

### Activitats econòmiques
Dels 25 establiments que hi havia el 2007, 2 eren d'empreses extractives, 1 d'una empresa de fabricació de material elèctric, 4 d'empreses de fabricació d'altres productes industrials, 4 d'empreses de construcció, 5 d'empreses de comerç i reparació d'automòbils, 1 d'una empresa de transport, 2 d'empreses financeres, 1 d'una empresa de serveis, 4 d'entitats de l'administració pública i 1 d'una empresa classificada com a «altres activitats de serveis».
Dels 4 establiments de servei als particulars que hi havia el 2009, 2 eren paletes, 1 lampisteria i 1 perruqueria.
L'únic establiment comercial que hi havia el 2009 era una floristeria.
L'any 2000 a Saint-Amant hi havia 40 explotacions agrícoles que ocupaven un total de 1.330 hectàrees.

## Equipaments sanitaris i escolars
El 2009 hi havia una escola elemental integrada dins d'un grup escolar amb les comunes properes formant una escola dispersa.

## Poblacions properes
El següent diagrama mostra les poblacions més properes.